# Élections aux Cortes de Castille-La Manche de 2011
Les élections aux Cortes de Castille-La Manche de 2011 (en espagnol : Elecciones a las Cortes de Castilla-La Mancha de 2011) se sont tenues le dimanche 22 mai 2011 afin d'élire les quarante-neuf députés de la huitième législature des Cortes de Castille-La Manche, parlement de la communauté.
Le scrutin voit la victoire du Parti populaire de Castille-La Manche (PPCLM), qui s'impose pour la première fois depuis 1983 , avec une très courte majorité absolue en sièges.

## Contexte
La Castille-La Manche est un fief régional socialiste depuis 1983, qui penche plus vers le centre droit lors des scrutins nationaux depuis 1994.
Lors des précédentes élections du 27 mai 2007, le Parti socialiste de Castille-La Manche-PSOE (PSCM-PSOE), emmené par le nouveau président de la Junte José María Barreda, maintient en effet sa majorité absolue avec 52,6 % des suffrages exprimés, soit 26 députés sur 47. Ce bon résultat est cependant un recul, puisqu'il perd six points, 3 mandats et se fait devancer dans la province de Guadalajara. À nouveau second, le Parti populaire de Castille-La Manche (PPCLM), sous la direction de sa nouvelle chef de file María Dolores de Cospedal, atteint 42,9 % des voix et 21 élus, enregistrant 65 000 nouveaux suffrages dans un contexte de participation stable.
Les élections municipales qui se tiennent le même jour confirment cette tendance. Avec un résultat total de 47,1 %, le PSOE est bien le premier parti de la communauté autonome, devant le PP et ses 41,9 %. Les socialistes conservent ainsi Albacete, reprennent Tolède et gouvernent dans six des neuf autres villes de plus de 25 000 habitants. Les conservateurs ne sont pas en reste, puisqu'ils gardent Ciudad Real, s'emparent de Cuenca et Guadalajara, et dirigent deux autres communes d'importance. En conséquence, le centre gauche maintient son contrôle sur les cinq députations provinciales de la communauté autonome, enregistrant un second grand chelem consécutif historique.
Au mois de novembre suivant, les Cortes approuvent, avec les seules voix socialistes du fait du boycott du vote par les conservateurs, une légère réforme de la loi électorale de 1986, qui augmente de 47 à 49 le nombre total de députés. Ainsi, les provinces de Guadalajara et Tolède gagnent chacune 1 siège à pourvoir.
Comme lors de chaque élection nationale depuis plus de vingt ans, le rapport de forces s'inverse à l'occasion des élections générales du 9 mars 2008. Le PP est cette fois-ci premier, avec un résultat de 49,4 % des voix et 12 députés sur les 21 à élire dans les cinq provinces. Second, le PSOE concentre 44,5 % des suffrages et les 9 sièges restants à pourvoir.
Juste après cette élection, perdue nationalement par le Parti populaire, le président du PP Mariano Rajoy organise un profond remaniement de la direction nationale lors de son XVIe congrès, à Valence. Il nomme alors María Dolores de Cospedal secrétaire générale, faisant d'elle la première femme à exercer une telle fonction dans l'une des deux grandes formations espagnoles. Celle-ci se maintient à la présidence du PPCLM.
L'écart entre les deux partis va nettement s'accentuer à raison des élections européennes du 7 juin 2009. Si le Parti populaire vire de nouveau en tête, il engrange effectivement 51,5 % des voix, ce qui en fait sa première majorité absolue en Castille-La Manche depuis 1977. Le Parti socialiste est cette fois-ci clairement distancé, puisqu'il ne totalise que 39,9 % des voix. Pour la première fois depuis les élections municipales de 1995, le PSOE repasse ainsi sous les 40 %.

## Mode de scrutin

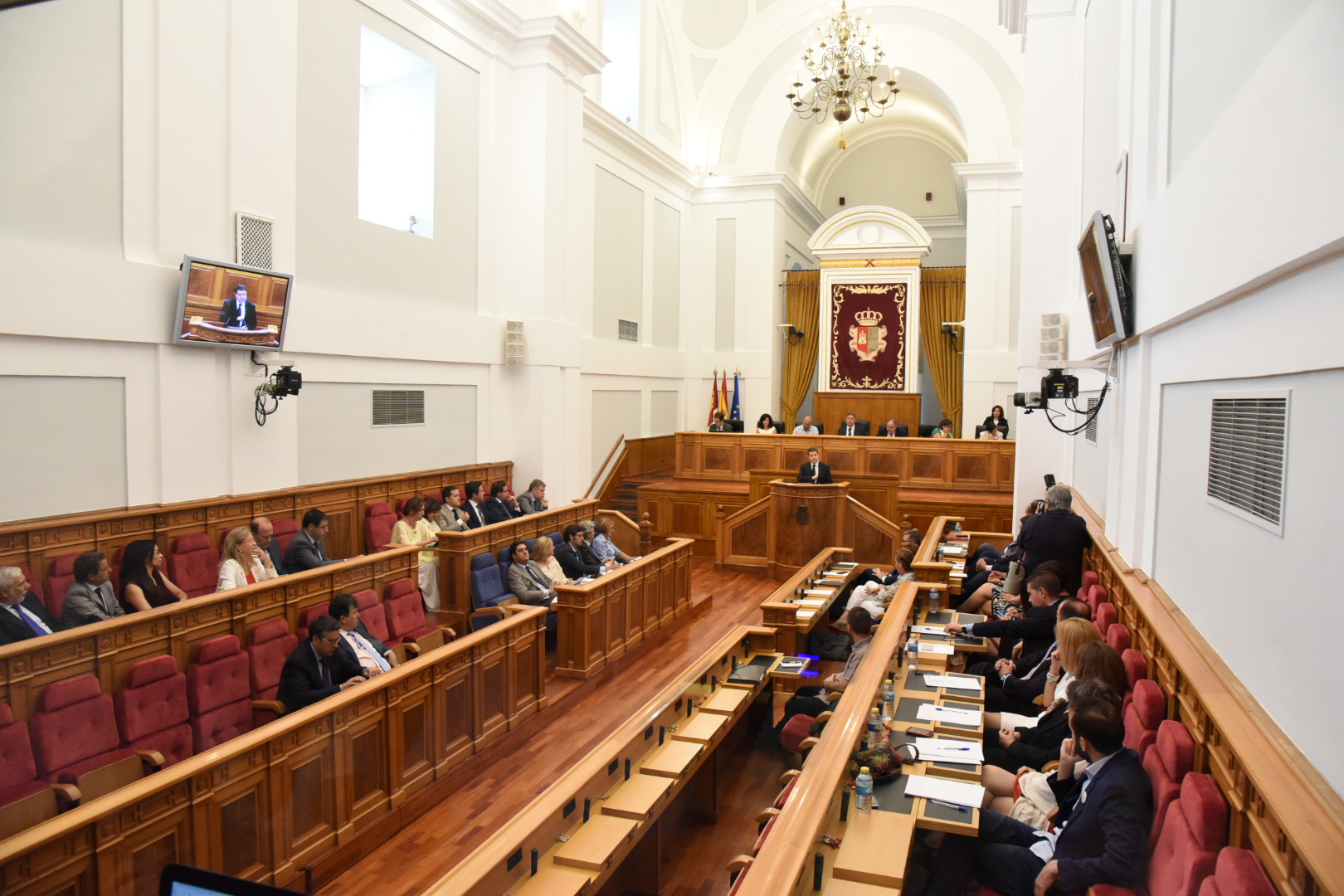
Salle des séances des Cortes de Castille-La Manche.

Les Cortes de Castille-La Manche se composent de 49 députés, élus pour un mandat de quatre ans au suffrage universel direct, suivant le scrutin proportionnel à la plus forte moyenne d'Hondt.
Chaque province constitue une circonscription, à raison de 10 sièges pour Albacete, 11 sièges pour Ciudad Real, 8 sièges pour Cuenca, 8 sièges pour Guadalajara et 12 sièges pour Tolède. Seules les forces politiques – partis, coalitions, indépendants – ayant remporté au moins 3 % des suffrages exprimés au niveau d'un territoire provincial participent à la répartition des sièges.

## Campagne

### Partis et chefs de file
| Force politique | Force politique                                                                           | Chef de file                                          | Idéologie                                         | Score en 2007              |
| --------------- | ----------------------------------------------------------------------------------------- | ----------------------------------------------------- | ------------------------------------------------- | -------------------------- |
|                 | Parti socialiste de Castille-La Manche-PSOE Partido Socialista de Castilla-La Mancha-PSOE | José María Barreda (Président de la Junte)            | Centre gauche Social-démocratie, progressisme     | 52,6 % des voix 26 députés |
|                 | Parti populaire de Castille-La Manche Partido Popular de Castilla-La Mancha               | María Dolores de Cospedal (Secrétaire générale du PP) | Centre droit Conservatisme, démocratie chrétienne | 42,9 % des voix 21 députés |

## Résultats

### Voix et sièges
|                          |                                                         |           |       |               |        |               |  |  |  |  |  |  |  |  |
| Parti                    | Parti                                                   | Voix      | %     | +/-           | Sièges | +/-           |  |  |  |  |  |  |  |  |
|                          | Parti populaire (PP)                                    | 564 954   | 48,11 | 5,73          | 25     | 4             |  |  |  |  |  |  |  |  |
|                          | Parti socialiste ouvrier espagnol (PSOE)                | 509 738   | 43,40 | 8,56          | 24     | 2             |  |  |  |  |  |  |  |  |
|                          | Gauche unie (IU)                                        | 44 302    | 3,77  | 0,35          | 0      | en stagnation |  |  |  |  |  |  |  |  |
|                          | Union, progrès et démocratie (UPyD)                     | 20 554    | 1,75  | Nv.           | 0      | en stagnation |  |  |  |  |  |  |  |  |
|                          | Parti animaliste contre la maltraitance animale (PACMA) | 4 128     | 0,35  | Nv.           | 0      | en stagnation |  |  |  |  |  |  |  |  |
|                          | Parti castillan (PCAS)                                  | 2 752     | 0,23  | en stagnation | 0      | en stagnation |  |  |  |  |  |  |  |  |
|                          | Les Verts-Groupe vert (LV-GV)                           | 2 375     | 0,20  | Nv.           | 0      | en stagnation |  |  |  |  |  |  |  |  |
|                          | Ecolo-Verts Guadalajara (Ecolo-V)                       | 1 673     | 0,14  | Nv.           | 0      | en stagnation |  |  |  |  |  |  |  |  |
|                          | Citoyens en blancs (CenB)                               | 1 615     | 0,14  | Nv.           | 0      | en stagnation |  |  |  |  |  |  |  |  |
|                          | Union des citoyens indépendants de Tolède (UCIT)        | 1 430     | 0,12  | Nv.           | 0      | en stagnation |  |  |  |  |  |  |  |  |
|                          | Unité castillane (UdCa)                                 | 745       | 0,06  | 0,05          | 0      | en stagnation |  |  |  |  |  |  |  |  |
|                          | Citoyens de centre démocratique (CCD)                   | 507       | 0,04  | Nv.           | 0      | en stagnation |  |  |  |  |  |  |  |  |
|                          | Vote blanc                                              | 19 643    | 1,67  | 0,39          |        |               |  |  |  |  |  |  |  |  |
|                          |                                                         |           |       |               |        |               |  |  |  |  |  |  |  |  |
| Suffrages exprimés       | Suffrages exprimés                                      | 1 174 416 | 98,69 |               |        |               |  |  |  |  |  |  |  |  |
| Votes nuls               | Votes nuls                                              | 15 570    | 1,31  |               |        |               |  |  |  |  |  |  |  |  |
| Total                    | Total                                                   | 1 189 986 | 100   | -             | 49     | 2             |  |  |  |  |  |  |  |  |
| Abstention               | Abstention                                              | 376 655   | 24,04 |               |        |               |  |  |  |  |  |  |  |  |
| Inscrits / participation | Inscrits / participation                                | 1 566 641 | 75,96 |               |        |               |  |  |  |  |  |  |  |  |

#### Par circonscription
|             |             |         |         |        |               |         |         |        |               |         |         |        |               |         |         |        |               |         |         |        |               |  |  |  |  |
| Sièges      | Sièges      | 10      | 10      | 10     | en stagnation | 11      | 11      | 11     | en stagnation | 8       | 8       | 8      | en stagnation | 8       | 8       | 8      | 1             | 12      | 12      | 12     | 1             |  |  |  |  |
|             |             |         |         |        |               |         |         |        |               |         |         |        |               |         |         |        |               |         |         |        |               |  |  |  |  |
|             |             | Nombre  | Nombre  | %      | %             | Nombre  | Nombre  | %      | %             | Nombre  | Nombre  | %      | %             | Nombre  | Nombre  | %      | %             | Nombre  | Nombre  | %      | %             |  |  |  |  |
| Inscrits    | Inscrits    | 309 029 | 309 029 | 100,00 | 100,00        | 403 438 | 403 438 | 100,00 | 100,00        | 163 698 | 163 698 | 100,00 | 100,00        | 178 511 | 178 511 | 100,00 | 100,00        | 511 965 | 511 965 | 100,00 | 100,00        |  |  |  |  |
| Abstentions | Abstentions | 78 025  | 78 025  | 25,25  | 25,25         | 101 175 | 101 175 | 25,08  | 25,08         | 30 635  | 30 635  | 18,71  | 18,71         | 47 562  | 47 562  | 26,64  | 26,64         | 119 258 | 119 258 | 23,29  | 23,29         |  |  |  |  |
| Votants     | Votants     | 231 004 | 231 004 | 74,75  | 74,75         | 302 263 | 302 263 | 74,92  | 74,92         | 133 063 | 133 063 | 81,29  | 81,29         | 130 949 | 130 949 | 73,36  | 73,36         | 392 707 | 392 707 | 76,71  | 76,71         |  |  |  |  |
| Nuls        | Nuls        | 3 163   | 3 163   | 1,37   | 1,37          | 3 692   | 3 692   | 1,22   | 1,22          | 1 714   | 1 714   | 1,29   | 1,29          | 2 034   | 2 034   | 1,55   | 1,55          | 4 967   | 4 967   | 1,26   | 1,26          |  |  |  |  |
| Exprimés    | Exprimés    | 227 841 | 227 841 | 98,63  | 98,63         | 298 571 | 298 571 | 98,78  | 98,78         | 131 349 | 131 349 | 98,71  | 98,71         | 128 915 | 128 915 | 98,45  | 98,45         | 387 740 | 387 740 | 98,74  | 98,74         |  |  |  |  |
|             |             |         |         |        |               |         |         |        |               |         |         |        |               |         |         |        |               |         |         |        |               |  |  |  |  |
| Partis      | Partis      | Voix    | %       | Sièges | +/−           | Voix    | %       | Sièges | +/−           | Voix    | %       | Sièges | +/−           | Voix    | %       | Sièges | +/-           | Voix    | %       | Sièges | +/-           |  |  |  |  |
|             | PP          | 110 255 | 48,39   | 5      | 1             | 137 739 | 46,13   | 5      | 1             | 62 318  | 47,44   | 4      | en stagnation | 64 232  | 49,83   | 5      | 1             | 190 410 | 49,11   | 6      | 1             |  |  |  |  |
|             | PSOE        | 94 910  | 41,66   | 5      | 1             | 138 372 | 46,34   | 6      | 1             | 61 196  | 46,59   | 4      | en stagnation | 61 196  | 38,02   | 3      | en stagnation | 166 249 | 42,88   | 6      | en stagnation |  |  |  |  |
|             | IU          | 10 751  | 4,72    | 0      | en stagnation | 9 972   | 3,34    | 0      | en stagnation | 3 409   | 2,60    | 0      | en stagnation | 6 076   | 4,71    | 0      | en stagnation | 14 094  | 3,63    | 0      | en stagnation |  |  |  |  |
|             | Autres      | 7 517   | 3,30    |        |               | 7 571   | 2,54    |        |               | 2 324   | 1,77    |        |               | 6 879   | 5,34    |        |               | 11 488  | 2,96    |        |               |  |  |  |  |
|             | Blanc       | 4 408   | 1,93    | 4 917  | 1,65          | 2 102   | 1,60    | 2 717  | 2,11          | 5 499   | 1,42    |        |               |         |         |        |               |         |         |        |               |  |  |  |  |

### Analyse
Cette élection voit une hausse certaine de l'affluence électorale avec 79 000 nouveaux inscrits qui se rendent aux urnes, faisant ainsi repasser le taux de participation au-dessus des 75 %.
Ce scrutin est un coup de tonnerre dans la vie politique de la communauté autonome. Avec une progression de 97 000 suffrages, le Parti populaire de Castille-La Manche atteint un score historique, au-dessus des 500 000 voix pour la première fois. Il s'empare de 4 nouveaux sièges et conquiert la majorité absolue minimale. Il devance ainsi les socialistes dans quatre des cinq provinces, seule Ciudad Real lui échappant.
Le Parti socialiste de Castille-La Manche-PSOE, qui enregistre pour la première fois un deuxième recul consécutif, abandonne 63 000 voix par rapport à 2007 et concède un écart de 53 000 voix avec le PPCLM. En suffrages recueillis, il est à peine à 26 000 de plus qu'en 1995, sa plus mauvaise année électorale régionale. Au vote par province, il perd celles d'Albacete, de Cuenca et de Tolède, étant mis en minorité pour la première fois depuis 1983.

### Conséquences
Le 21 juin suivant, María Dolores de Cospedal est investie présidente de la Junte des communautés par 25 voix pour et 24 voix contre. Elle est alors la première femme et la première conservatrice à accéder à cette fonction. Élu député au Congrès en novembre suivant, José María Barreda est remplacé comme secrétaire général du PSCM-PSOE par le maire de Tolède Emiliano García-Page le 25 février 2012.